# مینفعه (یمن)
 مینفعه  به عربی ( مینفعة  )، روستایی است در ناحیهٔ (الأجدر)، در عزلهٔ (بنی مطر)، از توابع استان صَعده در کشور یمن در شبه جزیره عربستان. 

## جمعیت
جمعیت آن ۲۳۲ نفر (۹ خانوار) می‌باشد.